# Bonnier Pocket
Bonnier Pocket (ibland sammanskrivet Bonnierpocket) var ett av Sveriges större förlag för pocketböcker. Det ingick i Bonnierförlagen och grundades 1982.
Bonnier Pocket lanserades inför bokrean i februari 1982. Då fanns nio böcker tillgängliga och man planerade därefter att ge ut ungefär tre böcker i månaden. Det var del av en trend för nysatsning på pocketutgivning från de svenska bokförlagen som inletts av Wahlström & Widstrand 1978 och fortsatt med grundandet av Månpocket 1980.
Bokserien Albert Bonniers Klassiker, som bestod av "klassiska" böcker i pocketform, ingick i Bonnier Pocket. Under några satsade man på att ge ett antal pocketutgåvor i serien ett sammanhängande utseende med hjälp av olika illustratörer, bland annat Petra Börner 2011, Tzenko Stoyanov för existentialistiska böcker 2012 och Karin Holmberg med broderade omslag för Utvandrarserien 2013.
I april 2016 lanserades Älska Pocket som var ett samlingsnamn för Bonnier Pocket och Månpocket. Bonnier ägde då en majoritetsandel i Månadens bok som i sin tur ägde i Månpocket, men i januari 2017 tog man över hela företaget. Sedan år 2020 har Bonnier minskat antalet titlar som publiceras under namnen Månpocket och Bonnier Pocket. Pocketupplagorna ges istället ut under de ordinarie förlagsnamnen, medan Älska Pocket används som samlingsnamn för Bonnierförlagens pocketutgivning.